# Centralposthuset, Malmö
Centralposthuset i Malmö är ett byggnadsminnesmärkt hus vid Posthusplatsen i Inre Hamnen.
Centralposthuset uppfördes 1900-1906 i nationalromantisk stil, nära Centralstationen och ångbåtarnas kajplatser. Ferdinand Boberg, som tidigare arbetat med Centralposthuset i Stockholm, var arkitekt. Huset blev byggnadsminne 1935. När posthuset byggdes om 1944, efter ritningar av Erik Lallerstedt, tillkom bland annat fönsterraden längs takfoten.
Numera ägs huset av ett fastighetsbolag och posten delar lokalerna med andra hyresgäster. 